# نان وين
نان وين (بالإنجليزية: Nan Wynn)‏ هي مغنية وممثلة أمريكية، ولدت في 8 مايو 1915 في جونستاون في الولايات المتحدة، وتوفيت في 21 مارس 1971 في سانتا مونيكا في الولايات المتحدة بسبب سرطان.

## وصلات خارجية
- نان وين على موقع IMDb (الإنجليزية)
- نان وين على موقع ميوزك برينز (الإنجليزية)
- نان وين على موقع قاعدة بيانات برودواي على الإنترنت (الإنجليزية)
- نان وين على موقع أول ميوزيك (الإنجليزية)
- نان وين على موقع ديسكوغز (الإنجليزية)
- نان وين على موقع قاعدة بيانات الفيلم (الإنجليزية)